# Shilin (Taipeh)
Shilin (chinesisch 士林區, Pinyin Shìlín qū, Pe̍h-ōe-jī Sū-lîm-khu – „Intellektuellen-Viertel, Gelehrten-Viertel, Literaten-Viertel“) ist ein Stadtteil im Norden von Taipeh. Mit einer Bevölkerung von ca. 280.000 Einwohnern ist er der zweitgrößte Stadtteil Taipehs, und mit einer Fläche von 62 km² der flächenmäßig Größte.

## Geographie

### Geologie
Der Nordosten des Stadtteils ist Teil des Yangmingshan-Nationalparks mit dem höchsten Berg Qixing Shan (1120 m). Im Südwesten befindet sich der Dalun Shan und der Dazhi Shan.

### Angrenzende Gemeinden
- Norden: Beitou (Taipeh), Jinshan, Wanli (Neu-Taipeh)
- Osten: Xizhi (Neu-Taipeh)
- Westen: Wugu, Luzhou, Sanchong (Neu-Taipeh)
- Süden: Datong, Zhongshan, Songshan, Neihu (Taipeh)

## Übersicht und Geschichte

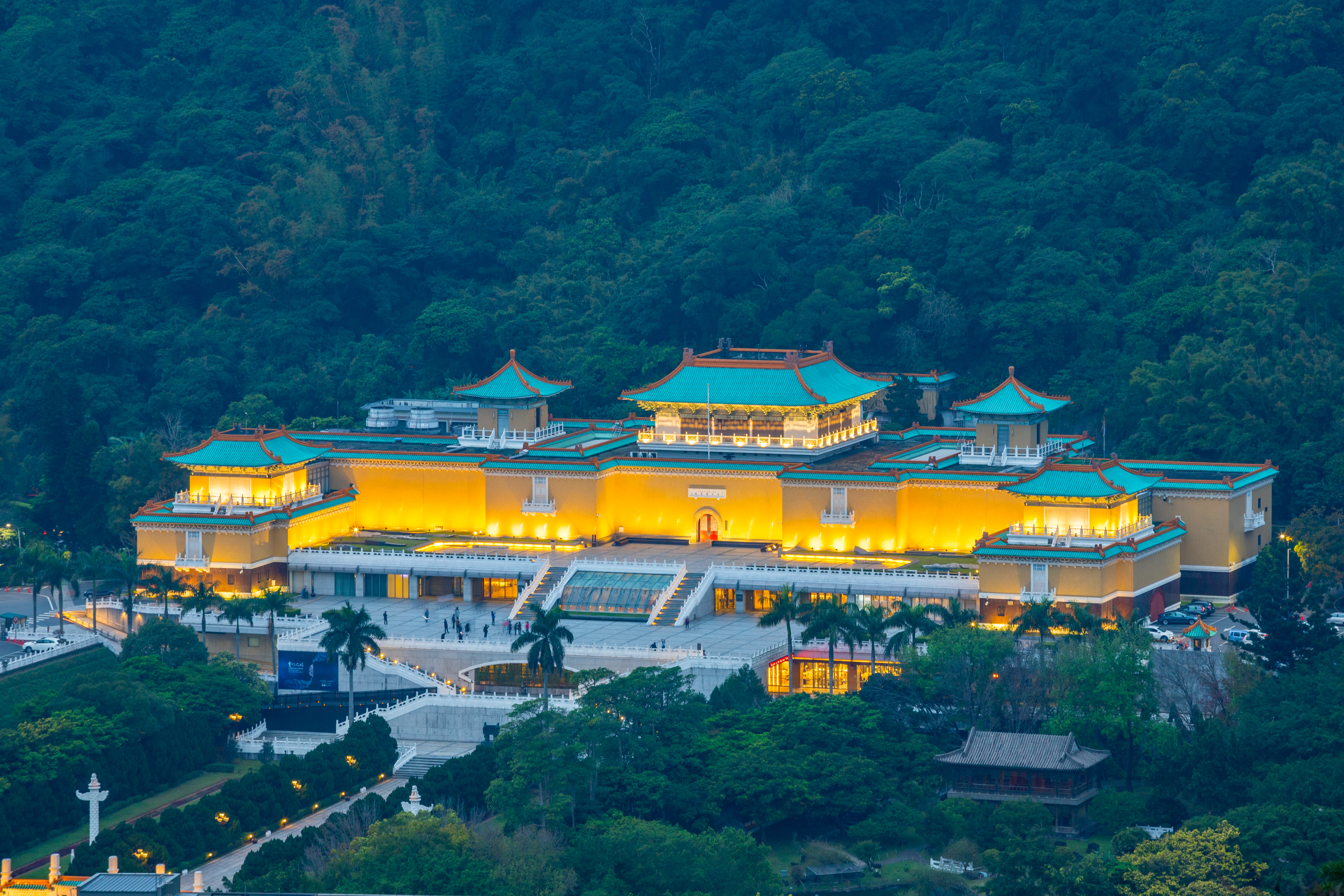
Nationales Palastmuseum

Aufgrund der grünen Lage im Norden Taipehs ist Shilin hauptsächlich ein Wohnbezirk. Da in ihm außerdem viele ausländische Schulen beheimatet sind, gibt es eine große Anzahl von Expats, hauptsächlich aus Europa, den USA und Japan.
In früher Zeit wurde der Stadtteil Pattsiran genannt, was in der Sprache der Ketagalan, der früheren indigenen Ureinwohner in dem Gebiet, „heiße Quelle“ bedeutet. Sinisiert lautet die chinesische Bezeichnung Bazhilan (八芝蘭,  Bāzhīlán, Pe̍h-ōe-jī Pat-chi-lân) für Pattsiran Dieser Name wurde später von den chinesischen Zuwanderern über Zwischenstufen zu dem Namen Shilin (士林區,  Shìlín qū, Pe̍h-ōe-jī Sū-lîm-khu – „Viertel der Intellektuellen“). Unter der japanischen Herrschaft gehörte Shilin ab 1920 zum Landkreis Shichisei (jap. 七星郡 Shichisei gun, deutsch ‚Ursa-Major-Kreis‘, chin. Qixing 七星郡 Qīxīng jùn). Nach der Übernahme durch die Republik China 1945 bekam Shilin den Status einer Stadtgemeinde (zhèn, 鎮) im Landkreis Taipeh (heutige Stadt Neu-Taipeh). Im Juli 1968 wurde Shilin zusammen mit den anderen Dörfern Beitou, Nangang, Jingmei und Muzha in die Stadt Taipeh eingemeindet.

## Tourismus und Sehenswürdigkeiten

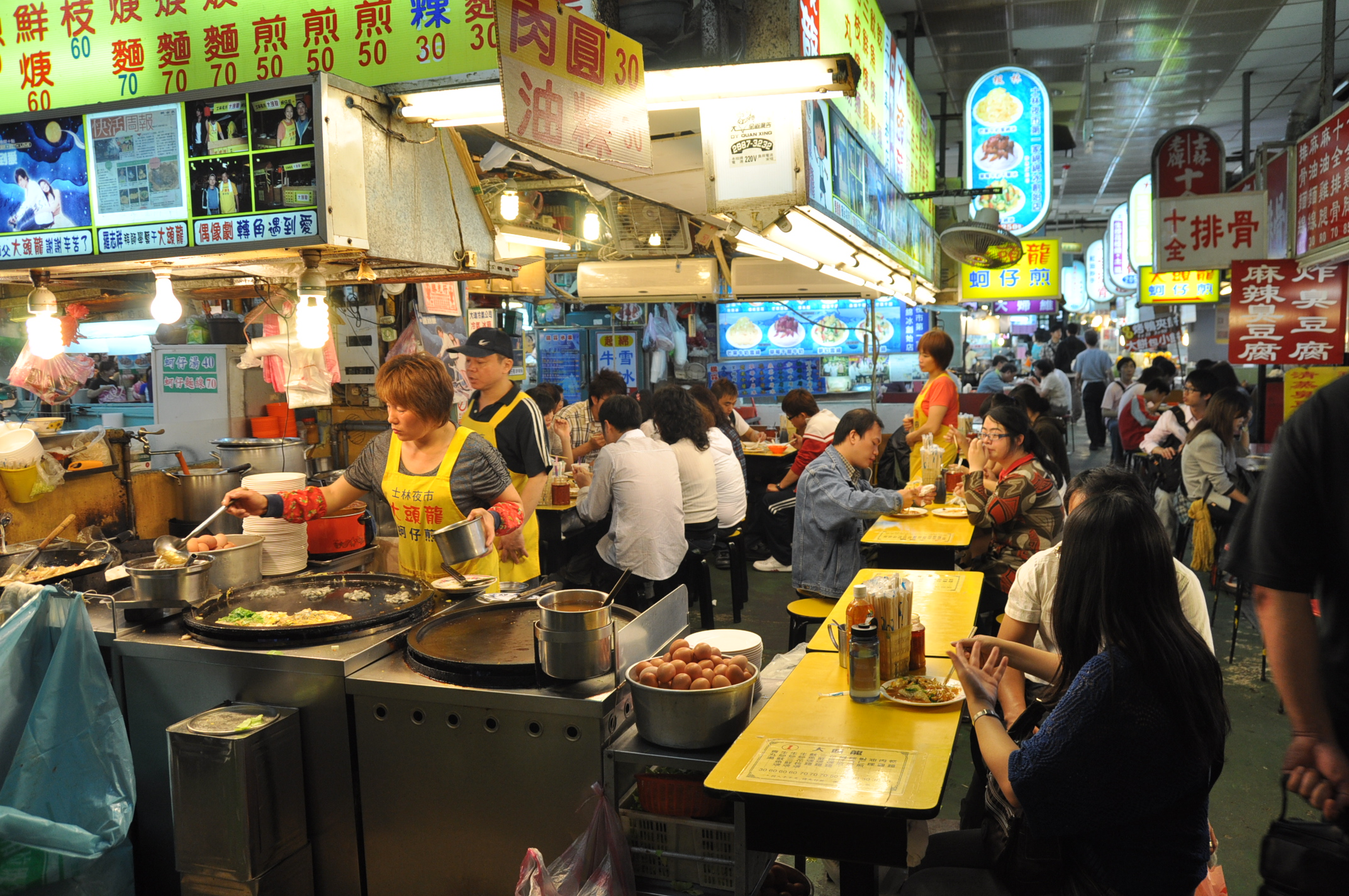
Shilin-Nachtmarkt

In Shilin befindet sich das Nationale Palastmuseum, der Yangmingshan-Nationalpark und das ehemalige Wohnhaus von Chiang Kai-shek. Außerdem befindet sich in Shilin der größte Nachtmarkt Taipehs, der Shilin-Nachtmarkt (士林夜市 Shìlín yèshì).
In Shilin  befindet sich der Haupt-Campus der privaten Ming-Chuan-Universität.